# Saluti da Cortina
Saluti da Cortina è un album degli Skiantos pubblicato nel 1993 su etichetta RTI Music.

## Il disco
L'album è caratterizzato da sonorità più dure rispetto a quelle degli album precedenti.
È stato realizzato anche un videoclip de Il chiodo , passato raramente dalle emittenti musicali del periodo. Il brano Frontale è stato inserito nella raccolta La Krema del 2002.

## Tracce
1. Frontale – 2:42
2. L'unica risorsa – 2:39
3. Paese scarpa – 3:24
4. Il chiodo – 3:53
5. Morroidi – 3:59
6. Scorfano – 3:08
7. Preferisco morire – 3:41
8. Italiano ridens – 3:14
9. Sdrucciole – 4:35
10. Io non mi lavo – 2:56
11. Ho perso il filobus – 3:48
12. Meglio un figlio ladro che un figlio frocio – 2:49
13. Io sono un esteta – 3:26
14. Il vigile urbano – 2:22

## Formazione
- Roberto "Freak" Antoni - voce
- Fabio "Dandy Bestia" Testoni - chitarra elettrica
- Luca "Tornado" Testoni - chitarra elettrica in Frontale
- Marco "Marmo" Nanni - basso
- Roberto "Granito" Morsiani - batteria